# NGC 244
NGC 244 (również PGC 2675) – galaktyka soczewkowata (S0), znajdująca się w gwiazdozbiorze Wieloryba. Odkrył ją William Herschel 30 grudnia 1785 roku.